# Peter Raap

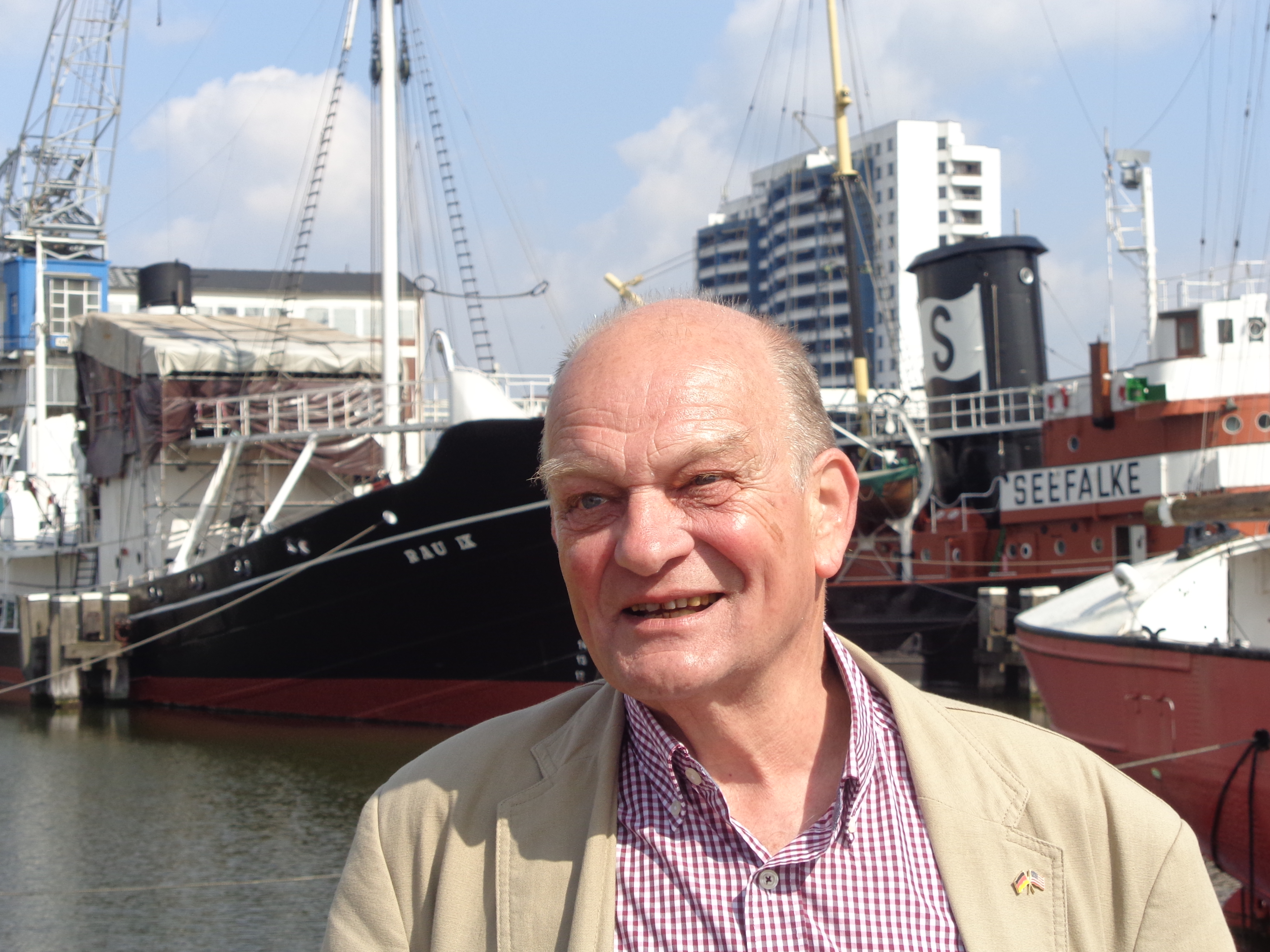
Peter Raap (2017)

Peter Raap (* 12. April 1948 in Bremerhaven) ist ein deutscher Heimatforscher.

## Leben
Raap besuchte die Kant-Schule in Geestemünde und ab April 1962 die Paula-Modersohn-Schule in Wulsdorf. Nach dem Realschulabschluss machte er eine Lehre als Kraftfahrzeugmechaniker. Nach der Gesellenprüfung ging er 1967 zur MWB Motorenwerk Bremerhaven GmbH. Den Grundwehrdienst leistete er 1968 beim Mittleren Instandsetzungsbataillon 510 in Delmenhorst. Die Industrie- und Handelskammer Bremerhaven verlieh ihm 1983 den Titel Industriemeister. Bei MWB war er Arbeitsvorbereiter (1979) und Leiter der Technischen Dokumentation (1987). Annahmemeister war er bei den Firmen Le Car (1996) und S & T Autogalerie (2009). Ab 2006 war er Arbeitsvorbereiter bei MWB Fahrzeugtechnik in Langen (Geestland).
Seit der Kindheit dem plattdeutschen Volkstheater zugeneigt, schloss er sich 1975 der Niederdeutschen Bühne Waterkant an. Zunächst hinter den Kulissen, wirkte er bis 1990 als Laiendarsteller des Amateurtheaters. Bei seinem Interesse an Heimatkunde und Genealogie nahmen ihn die Männer vom Morgenstern und Die Maus als Mitglied auf. Im Niederdeutschen Heimatblatt, einer Monatsbeilage der Nordsee-Zeitung, publiziert er zur Geschichte Bremerhavens. Andere Themen sind Wollingster See, Kurenwimpel, America (Schiff, 1940), Dolmen, United States (Schiff), Wandervogel, Stotel, Nückel (Loxstedt) und Auswanderung. Raap engagiert sich im Kleingärtnerverein Bremerhaven-Lehe. 2010 übernahm er die Patenschaft für einen Stolperstein in Lehe (Bremerhaven).

## Veröffentlichungen im Niederdeutschen Heimatblatt

### Lehe
- Ruine im Speckenbütteler Park. In: Männer vom Morgenstern, Heimatbund an Elb- und Wesermündung e. V. (Hrsg.): Niederdeutsches Heimatblatt. Nr. 687. Nordsee-Zeitung GmbH, Bremerhaven März 2007, S. 4 (Digitalisat [PDF; 954 kB; abgerufen am 12. Oktober 2018]).
- Vom Feldweg zur Wohnstraße. Porträt einer Straße – Die Hökerstraße in Lehe. In: Männer vom Morgenstern, Heimatbund an Elb- und Wesermündung e. V. (Hrsg.): Niederdeutsches Heimatblatt. Nr. 694. Nordsee-Zeitung GmbH, Bremerhaven Oktober 2007, S. 1–2 (Digitalisat [PDF; 713 kB; abgerufen am 12. Oktober 2018]).
- Vom Kinderbeet zum Schrebergarten. Zur Geschichte der Kleingärten in Bremerhaven. In: Männer vom Morgenstern, Heimatbund an Elb- und Wesermündung e. V. (Hrsg.): Niederdeutsches Heimatblatt. Nr. 703. Nordsee-Zeitung GmbH, Bremerhaven Juli 2008, S. 1–2 (Digitalisat [PDF; 906 kB; abgerufen am 12. Oktober 2018]).
- Nach Minsk „zum Arbeiten“. Familie Weinthrop – Das Schicksal einer jüdischen Familie in der Stadt Wesermünde. In: Männer vom Morgenstern, Heimatbund an Elb- und Wesermündung e. V. (Hrsg.): Niederdeutsches Heimatblatt. Nr. 706. Nordsee-Zeitung GmbH, Bremerhaven Oktober 2008, S. 1–2 (Digitalisat [PDF; 841 kB; abgerufen am 12. Oktober 2018]).
- Die Festungsinsel Brinkamahof II. Erinnerung an eine im Jahr 2000 verschwundene Festungsinsel. In: Männer vom Morgenstern, Heimatbund an Elb- und Wesermündung e. V. (Hrsg.): Niederdeutsches Heimatblatt. Nr. 727. Nordsee-Zeitung GmbH, Bremerhaven Juli 2010, S. 2–3 (Digitalisat [PDF; 1,5 MB; abgerufen am 12. Oktober 2018]).
- Restaurant Delphin. In: Männer vom Morgenstern, Heimatbund an Elb- und Wesermündung e. V. (Hrsg.): Niederdeutsches Heimatblatt. Nr. 728. Nordsee-Zeitung GmbH, Bremerhaven August 2010, S. 4 (Digitalisat [PDF; 698 kB; abgerufen am 12. Oktober 2018]).
- Die Stadtwaage in der Hafenstraße. In: Männer vom Morgenstern, Heimatbund an Elb- und Wesermündung e. V. (Hrsg.): Niederdeutsches Heimatblatt. Nr. 731. Nordsee-Zeitung GmbH, Bremerhaven November 2010, S. 4 (Digitalisat [PDF; 1,6 MB; abgerufen am 12. Oktober 2018]).
- „Mudder Mester“ und ihr Tante Emma-Laden. Wie ein Ideentransfer aus den USA einen kleinen Laden in Lehe erfolgreich machte. In: Männer vom Morgenstern, Heimatbund an Elb- und Wesermündung e. V. (Hrsg.): Niederdeutsches Heimatblatt. Nr. 739. Nordsee-Zeitung GmbH, Bremerhaven Juli 2011, S. 2 (Digitalisat [PDF; 1,3 MB; abgerufen am 12. Oktober 2018]).
- Die Hafenstraße in Lehe. In: Männer vom Morgenstern, Heimatbund an Elb- und Wesermündung e. V. (Hrsg.): Niederdeutsches Heimatblatt. Nr. 750. Nordsee-Zeitung GmbH, Bremerhaven Juni 2012, S. 4 (Digitalisat [PDF; 1,7 MB; abgerufen am 12. Oktober 2018]).
- Als die Pferde noch das Straßenbild beherrschten. Die Geschichte einer 200 Jahre alten Schmiede in der Lange Straße 136. In: Männer vom Morgenstern, Heimatbund an Elb- und Wesermündung e. V. (Hrsg.): Niederdeutsches Heimatblatt. Nr. 760. Nordsee-Zeitung GmbH, Bremerhaven April 2013, S. 1–2 (Digitalisat [PDF; 1,7 MB; abgerufen am 12. Oktober 2018]).
- Ein seltenes Fundstück. Nachtrag zur Geschichte der alten Schmiede in der Lange Straße 136. In: Männer vom Morgenstern, Heimatbund an Elb- und Wesermündung e. V. (Hrsg.): Niederdeutsches Heimatblatt. Nr. 772. Nordsee-Zeitung GmbH, Bremerhaven April 2014, S. 3 (Digitalisat [PDF; 2,2 MB; abgerufen am 12. Oktober 2018]).
- Zwei Häuser der Firma Gebrüder Hermann. Beim Bombenangriff im Juni 1944 wurden die heute vergessenen Häuser Neuelandstraße 20 und 22 zerstört. In: Männer vom Morgenstern, Heimatbund an Elb- und Wesermündung e. V. (Hrsg.): Niederdeutsches Heimatblatt. Nr. 774. Nordsee-Zeitung GmbH, Bremerhaven Juni 2014, S. 1–2 (Digitalisat [PDF; 2,3 MB; abgerufen am 12. Oktober 2018]).
- Fanny und Ingeburg gehen nach Amerika. Der Lebensweg von zwei Kindern der Familie Weinthrop. In: Männer vom Morgenstern, Heimatbund an Elb- und Wesermündung e. V. (Hrsg.): Niederdeutsches Heimatblatt. Nr. 779. Nordsee-Zeitung GmbH, Bremerhaven November 2014, S. 1–2 (Digitalisat [PDF; 6,4 MB; abgerufen am 12. Oktober 2018]).
- Georg Hermann Grygo Grafiker, Schnitzer, Bildhauer und Wegweiser. In: Männer vom Morgenstern, Heimatbund an Elb- und Wesermündung e. V. (Hrsg.): Niederdeutsches Heimatblatt. Nr. 861. Nordsee-Zeitung GmbH, Bremerhaven September 2021, S. 1–4 (Digitalisat [PDF; abgerufen am 23. März 2022]).
- Von Lehe nach Staten Island, Lehes Rolle im amerikanischen Unabhängigkeitskrieg. In: Männer vom Morgenstern, Heimatbund an Elb- und Wesermündung e. V. (Hrsg.): Niederdeutsches Heimatblatt. Nr. 865. Nordsee-Zeitung GmbH, Bremerhaven Januar 2022, S. 1–4 (Digitalisat [PDF; abgerufen am 23. März 2022]).

### Bremerhaven
- Es begann mit Minenräumen. MWB Motorenwerk Bremerhaven GmbH, eine ungewöhnliche Werft in Bremerhaven. In: Männer vom Morgenstern, Heimatbund an Elb- und Wesermündung e. V. (Hrsg.): Niederdeutsches Heimatblatt. Nr. 656. Nordsee-Zeitung GmbH, Bremerhaven August 2004, S. 1–2 (Digitalisat [PDF; 4,1 MB; abgerufen am 12. Oktober 2018]).
- Kennen Sie noch den „Schrott-Otto“? Als das Altmetallsammeln eine lukrative Sache war. In: Männer vom Morgenstern, Heimatbund an Elb- und Wesermündung e. V. (Hrsg.): Niederdeutsches Heimatblatt. Nr. 662. Nordsee-Zeitung GmbH, Bremerhaven Februar 2005, S. 2 (Digitalisat [PDF; 4,1 MB; abgerufen am 12. Oktober 2018]).
- Er war ein Wahrzeichen Bremerhavens. Vor 20 Jahren: Der „Lange Heinrich“ verlässt Bremerhaven. In: Männer vom Morgenstern, Heimatbund an Elb- und Wesermündung e. V. (Hrsg.): Niederdeutsches Heimatblatt. Nr. 667. Nordsee-Zeitung GmbH, Bremerhaven August 2005, S. 2 (Digitalisat [PDF; 4,2 MB; abgerufen am 12. Oktober 2018]).
- Werkstätten für Fahrräder und Automobile. Kfz-Betriebe in Bremerhaven und seinen Vorgängergemeinden. In: Männer vom Morgenstern, Heimatbund an Elb- und Wesermündung e. V. (Hrsg.): Niederdeutsches Heimatblatt. Nr. 674. Nordsee-Zeitung GmbH, Bremerhaven Februar 2006, S. 1–2 (Digitalisat [PDF; 1,5 MB; abgerufen am 12. Oktober 2018]).
- Am Geestemünder Hauptkanal. In: Männer vom Morgenstern, Heimatbund an Elb- und Wesermündung e. V. (Hrsg.): Niederdeutsches Heimatblatt. Nr. 685. Nordsee-Zeitung GmbH, Bremerhaven Januar 2007, S. 4 (Digitalisat [PDF; 925 kB; abgerufen am 12. Oktober 2018]).
- Freie Fahrt für Rettungsboot „K“ – Gustav Kuhr und die Lunewerft. In: Männer vom Morgenstern, Heimatbund an Elb- und Wesermündung e. V. (Hrsg.): Niederdeutsches Heimatblatt. Nr. 699. Nordsee-Zeitung GmbH, Bremerhaven März 2008, S. 1–2 (Digitalisat [PDF; 846 kB; abgerufen am 12. Oktober 2018]).
- Geschichte der schweren Flakbatterie „Tabar“. Vor siebzig Jahren wurde die Stellung an der Neuen Luneschleuse bezogen. In: Männer vom Morgenstern, Heimatbund an Elb- und Wesermündung e. V. (Hrsg.): Niederdeutsches Heimatblatt. Nr. 717. Nordsee-Zeitung GmbH, Bremerhaven September 2009, S. 1–2 (Digitalisat [PDF; 1,4 MB; abgerufen am 12. Oktober 2018]).
- Wandern, Volkstanz, Natur am Wollingster See. Vor vierzig Jahren starb der langjährige Vorsitzende des Vereins der Naturfreunde. In: Männer vom Morgenstern, Heimatbund an Elb- und Wesermündung e. V. (Hrsg.): Niederdeutsches Heimatblatt. Nr. 719. Nordsee-Zeitung GmbH, Bremerhaven November 2009, S. 3–4 (Digitalisat [PDF; 940 kB; abgerufen am 12. Oktober 2018]).
- Italienisches Speiseeis an der Baggerkuhle. Strandhalle und Schulbadebude – Familie Toscani in Langen. In: Männer vom Morgenstern, Heimatbund an Elb- und Wesermündung e. V. (Hrsg.): Niederdeutsches Heimatblatt. Nr. 723. Nordsee-Zeitung GmbH, Bremerhaven März 2010, S. 1–2 (Digitalisat [PDF; 986 kB; abgerufen am 12. Oktober 2018]).
- Das Ostasiatische Expeditionskorps. Ein Obelisk auf dem Bremerhavener Friedhof und seine Geschichte. In: Männer vom Morgenstern, Heimatbund an Elb- und Wesermündung e. V. (Hrsg.): Niederdeutsches Heimatblatt. Nr. 742. Nordsee-Zeitung GmbH, Bremerhaven Oktober 2011, S. 3 (Digitalisat [PDF; 1,4 MB; abgerufen am 12. Oktober 2018]).
- Die Bremerhavener Stadtmitte aus der Luft. In: Männer vom Morgenstern, Heimatbund an Elb- und Wesermündung e. V. (Hrsg.): Niederdeutsches Heimatblatt. Nr. 745. Nordsee-Zeitung GmbH, Bremerhaven Januar 2012, S. 4 (Digitalisat [PDF; 1,4 MB; abgerufen am 12. Oktober 2018]).
- Die Zerstörerkaje im Kaiserhafen I. Eine Hafenkaje in Bremerhaven und ihre Geschichte. In: Männer vom Morgenstern, Heimatbund an Elb- und Wesermündung e. V. (Hrsg.): Niederdeutsches Heimatblatt. Nr. 782. Nordsee-Zeitung GmbH, Bremerhaven Februar 2015, S. 1–2 (Digitalisat [PDF; 2,1 MB; abgerufen am 12. Oktober 2018]).
- „Wir hatten unheimlich Angst vor den Minen“. Von den Minenräumern zur Bundesmarine. In: Männer vom Morgenstern, Heimatbund an Elb- und Wesermündung e. V. (Hrsg.): Niederdeutsches Heimatblatt. Nr. 790. Nordsee-Zeitung GmbH, Bremerhaven Oktober 2015, S. 1–2 (Digitalisat [PDF; 1,3 MB; abgerufen am 12. Oktober 2018]).
- Ein vergessenes Opfer des Nazi-Terrors. Der Leher Alfred Carl Christian Balzer. In: Männer vom Morgenstern, Heimatbund an Elb- und Wesermündung e. V. (Hrsg.): Niederdeutsches Heimatblatt. Nr. 858. Nordsee-Zeitung GmbH, Bremerhaven Juni 2021, S. 2–3 (Digitalisat [PDF; 1,3 MB; abgerufen am 23. März 2022]).

### Bremerhavens Umland
- Wandern, singen und Naturerlebnis. Der Wollingster See und die Wandervogelbewegung. In: Männer vom Morgenstern, Heimatbund an Elb- und Wesermündung e. V. (Hrsg.): Niederdeutsches Heimatblatt. Nr. 654. Nordsee-Zeitung GmbH, Bremerhaven Juni 2004, S. 1–2 (Digitalisat [PDF; 4,2 MB; abgerufen am 12. Oktober 2018]).
- Der Dolmen in Langen. In: Männer vom Morgenstern, Heimatbund an Elb- und Wesermündung e. V. (Hrsg.): Niederdeutsches Heimatblatt. Nr. 681. Nordsee-Zeitung GmbH, Bremerhaven September 2006, S. 4 (Digitalisat [PDF; 388 kB; abgerufen am 12. Oktober 2018]).
- „Wohl auf, die Luft geht frisch und rein ...“ – Die Wandervogel-Bewegung an der Unterweser. In: Männer vom Morgenstern, Heimatbund an Elb- und Wesermündung e. V. (Hrsg.): Niederdeutsches Heimatblatt. Nr. 710. Nordsee-Zeitung GmbH, Bremerhaven Februar 2009, S. 1–2 (Digitalisat [PDF; 1,5 MB; abgerufen am 12. Oktober 2018]).
- Der „Zollen“ in Stotel. Zoll- und Chausseewärterhaus an der Straße nach Bremen. In: Männer vom Morgenstern, Heimatbund an Elb- und Wesermündung e. V. (Hrsg.): Niederdeutsches Heimatblatt. Nr. 736. Nordsee-Zeitung GmbH, Bremerhaven April 2011, S. 3–4 (Digitalisat [PDF; 1,9 MB; abgerufen am 12. Oktober 2018]).
- Das untergegangene Dorf Nückel. Historische Gebäude wurden zu Feuerholz verarbeitet. In: Männer vom Morgenstern, Heimatbund an Elb- und Wesermündung e. V. (Hrsg.): Niederdeutsches Heimatblatt. Nr. 764. Nordsee-Zeitung GmbH, Bremerhaven August 2013, S. 1–2 (Digitalisat [PDF; 5,2 MB; abgerufen am 12. Oktober 2018]).
- Der Alte Postweg und seine Geschichte. Eine uralte Verkehrsverbindung von Bremen nach Ritzebüttel. In: Männer vom Morgenstern, Heimatbund an Elb- und Wesermündung e. V. (Hrsg.): Niederdeutsches Heimatblatt. Nr. 770. Nordsee-Zeitung GmbH, Bremerhaven Februar 2014, S. 2–3 (Digitalisat [PDF; 3,8 MB; abgerufen am 12. Oktober 2018]).
- Ein Schwede als Verwalter auf Gut Nückel – Das Gut der Firma Stinnes unter der Leitung von Gösta Hansson. In: Männer vom Morgenstern, Heimatbund an Elb- und Wesermündung e. V. (Hrsg.): Niederdeutsches Heimatblatt. Nr. 800. Nordsee-Zeitung GmbH, Bremerhaven August 2016, S. 2–3 (Digitalisat [PDF; 7,2 MB; abgerufen am 12. Oktober 2018]).

### Sonstiges
- Was ist ein Kurenwimpel? Ein alter ostpreußischer Brauch stirbt langsam aus. In: Männer vom Morgenstern, Heimatbund an Elb- und Wesermündung e. V. (Hrsg.): Niederdeutsches Heimatblatt. Nr. 661. Nordsee-Zeitung GmbH, Bremerhaven Januar 2005, S. 3 (Digitalisat [PDF; 4,1 MB; abgerufen am 12. Oktober 2018]).
- „S.S. America“ – der Glanz ist erloschen. In den 50er Jahren ständiger Gast in der Seestadt. In: Männer vom Morgenstern, Heimatbund an Elb- und Wesermündung e. V. (Hrsg.): Niederdeutsches Heimatblatt. Nr. 679. Nordsee-Zeitung GmbH, Bremerhaven Juli 2006, S. 1 (Digitalisat [PDF; 2,9 MB; abgerufen am 12. Oktober 2018]).
- Das Rennpferd des Atlantiks – die S.S. „United States“. Jungfernfahrt vor 60 Jahren: Vom Geheimschiff zum Geisterschiff. In: Männer vom Morgenstern, Heimatbund an Elb- und Wesermündung e. V. (Hrsg.): Niederdeutsches Heimatblatt. Nr. 751. Nordsee-Zeitung GmbH, Bremerhaven Juli 2012, S. 3–4 (Digitalisat [PDF; 1000 kB; abgerufen am 12. Oktober 2018]).

## Jahrbuch der Männer vom Morgenstern
- Männer vom Morgenstern, Heimatbund an Elb- und Wesermündung (Hrsg.): Das Rittergut Nückel. Seine Geschichte von der ersten urkundlichen Erwähnung bis zu seiner Auflösung. (= Jahrbuch der Männer vom Morgenstern). Müller Dietzen AG, Bremerhaven.

## Familienkunde
- Spurensuche in den USA. Der Autor berichtet über den Geburtsort seiner Großmutter Norwood/Ohio. Niederdeutsche Familienkunde, 79. Jahrgang, Heft 3/3. Quartal 2004. ISSN 0945-7461
- Vom Moorsiedler zum Industriearbeiter – Familie Raap im Wandel der Zeit. Niederdeutsche Familienkunde, 81. Jahrgang, Heft 4/4. Quartal 2006, ISSN 0945-7461
- Lotsenverzeichnis von 1933 – von der Eider, Husum, Bremerhaven und Bremen. Niederdeutsche Familienkunde, 90. Jahrgang, Heft 1/1. Quartal 2015, ISSN 0945-7461
- Auswandererhafen Bremer Hafen und Bremerhaven. Niederdeutsche Familienkunde, 91. Jahrgang, Heft 3/3. Quartal 2016. ISSN 0945-7461